# BlackArch Linux
BlackArch ist eine Linux-Distribution, die ihren Schwerpunkt auf Penetration legt. BlackArch ist eine spezialisierte Version von Arch Linux und dessen Derivat. Es wird verwendet, um Systeme zu härten und Sicherheitslücken zu reduzieren.

## Installation
BlackArch Linux lässt sich auf eine Arch-Linux-Installation aufbauen und erweitern, sodass keine komplett neue Installation bei bestehenden Systemen notwendig ist.

## Anwendung
Das Betriebssystem ist für das Aufspüren von Schwachstellen und den Aufbau von sicheren Systemen konzipiert. Um die Einfachheit zu wahren, setzt man den Fokus auf eine textbasierte Oberfläche. Festgelegte Befehle werden über die Kommandozeile bzw. Terminalemulation abgesetzt, um durch das OS zu navigieren und Prozesse zu bedienen. Deshalb richtet sich die Anwendung an fortgeschrittene Benutzer. Der Stil beschränkt sich meist auf Textfenster.

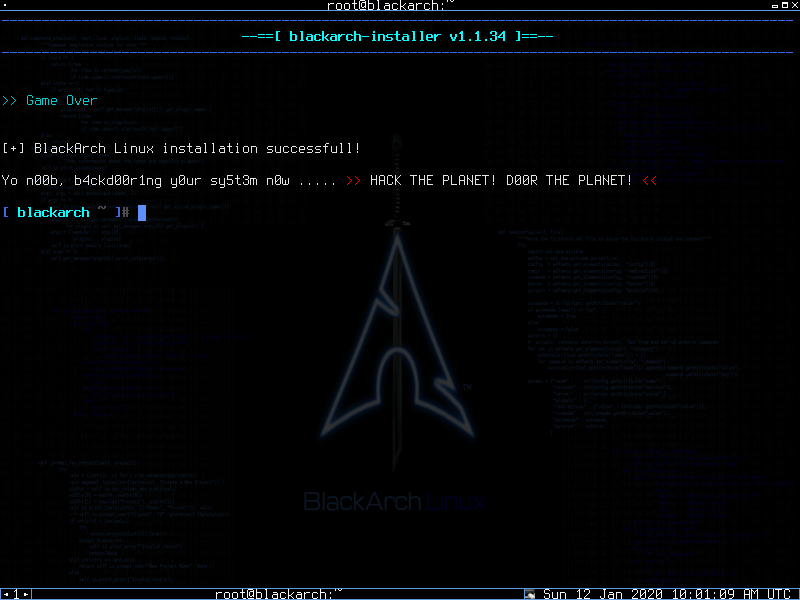
Leetspeak am Ende der Installation

Grafiken werden meist mit ASCII-Art und verschiedenen Farben realisiert. Hin und wieder wird auch das Thema Hacking durch Anspielungen und Slangs humorvoll persifliert, etwa durch Gebrauch von Leetspeak.

## Pakete
Für BlackArch Linux existieren über 2600 sicherheitsrelevante Werkzeuge, die sich gruppenweise oder einzeln installieren lassen. Die Distribution wird als Live-System und als vollständiges Abbild angeboten.

## Tools

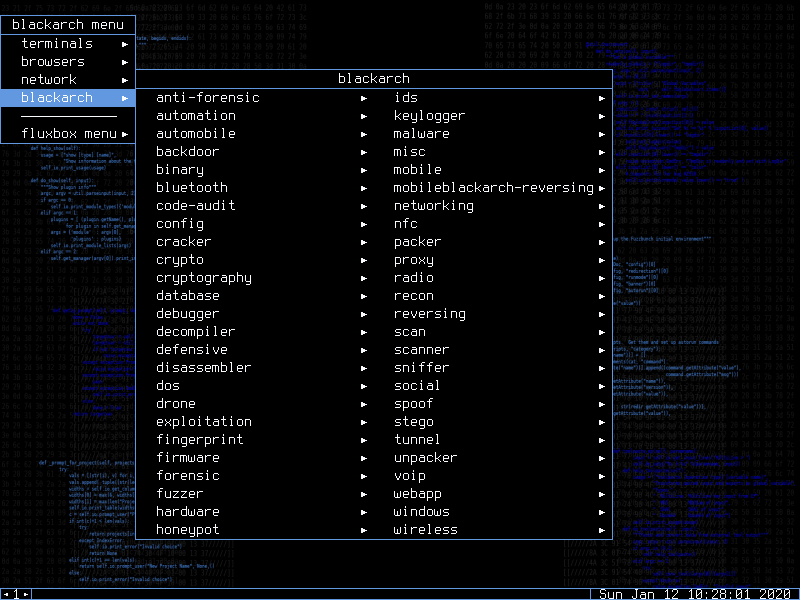
Auflistung der Tools über das Kontextmenü

BlackArch Linux bietet Tools für Malware, Backdoor, Exploitation, DOS die auf Systemschwächen abzielen, drahtlose Kommunikationstechniken wie NFC, Bluetooth oder Wireless, die den Schwerpunkt auf Drahtloskommunikation legen, aber auch Kryptografie, oder netzwerkrelevante Tools wie networking, voip, oder proxy.